# Henry Holroyd (3e comte de Sheffield)
Henry North Holroyd, 3e comte de Sheffield (18 janvier 1832 – 21 avril 1909), titré vicomte de Pevensey jusqu'en 1876, est un homme politique anglais Conservateur et patron de cricket.

## Biographie
Né dans le quartier de Marylebone, à Londres, Sheffield est le deuxième mais l'aîné des fils survivant de George Holroyd (2e comte de Sheffield), et son épouse Harriet, fille de Henry Lascelles (2e comte de Harewood). Il siège en tant que député conservateur pour le Sussex de l'Est de 1857 à 1865. En 1876, il succède à son père dans le comté. Il est mieux connu comme patron de cricket. En 1891, il fait un don de £150 à la New South Wales Cricket Association qui est utilisé pour l'achat d'une plaque instaurant la Sheffield Shield, une compétition de première classe de cricket en Australie.
Lord Sheffield est mort à Beaulieu, France, en avril 1909, âgé de 77 ans. La rumeur dit qu'il était homosexuel, il est resté célibataire, et à sa mort, le comté s'est éteint. Cependant, il est remplacé dans son titre junior de baron Sheffield, qui pouvait être transmis en lignée féminine, à son cousin germain, Edward Stanley (4e baron Stanley d'Alderley).